# 야마천 (불교)
야마천(夜摩天, 산스크리트어: Yāmādevāḥ)은 음역하여 수야마천(須夜摩天) · 염마천(焰摩天) · 염천(焰天) 또는 제3염천(第三焰天)이라고도 하며, 의역하여 선시천(善時天) 또는 시분천(時分天)이라고도 한다.
6욕천 가운데 제3천인 야마천(夜摩天)은 시시때때로 대부분 쾌락과 상응하는 하늘이다.
《구사론》 제11권에 따르면, 야마천(夜摩天)으로부터 대해(大海) 즉 수미해(須彌海)까지의 거리는 '2만의 4승' 유선나 즉 16만 유선나이다. 그리고 야마천으로부터 그 다음에 있는 하늘인 6욕천의 제4천 도솔천(兜率天)까지의 거리도 역시 16만 유선나이다. 이러한 것은 다른 하늘의 경우도 마찬가지이다. 즉, "대략 총괄적으로 말해서", 어떤 하늘로부터 수미해까지의 거리와 그 하늘로부터 그것의 다음 하늘까지의 거리가 동일하다.
《구사론》 제11권에 따르면, 야마천(夜摩天)의 천중들은 인간과는 달리 잠시 서로 포옹함으로써 음애를 성취한다. 즉, 형교(形交: 신체적인 교합) · 재포(纔抱: 잠시 포옹함) · 집수(執手: 손을 잡음) · 상향소(相向笑: 서로를 향해 웃음) · 상시(相視: 서로 마주 봄)의 5가지 6욕천음상(六欲天婬相) 가운데 재포에 해당한다. 달리 말하면, 잠시 서로 껴안기만 하면 바로 뜨거운 번뇌[熱惱]가 종식된다.

## 같이 보기
- 염라대왕